# Юлий Обсеквенс
Юлий Обсеквенс (на латински: Iulius Obsequens) e римски писател, живял в края на 4 век.
Автор е на книгата Liber de prodigiis (или Liber prodigiorum) за „знаците“ и случилите се исторически събития от 249 пр.н.е. до 12 пр.н.е. Това е къс откъс от Ab urbe condita libri на Тит Ливий.
Книгата се печата от Алдо Мануцио през 1508 г. във Венеция. Влияе на Нострадамус при писането на „Предсказания“ (Les Propheties) през 1555 г.